# Triencentrus
Triencentrus is een geslacht van rechtvleugeligen uit de familie sabelsprinkhanen (Tettigoniidae). De wetenschappelijke naam van dit geslacht is voor het eerst geldig gepubliceerd in 1895 door Karl Brunner-von Wattenwyl.

## Soorten
Het geslacht Triencentrus omvat de volgende soorten:
- Triencentrus amazonicus Brunner von Wattenwyl, 1895
- Triencentrus amoenus Brunner von Wattenwyl, 1895
- Triencentrus atrosignatus Brunner von Wattenwyl, 1895
- Triencentrus bilobatus Beier, 1960
- Triencentrus brasilianus Piza, 1980
- Triencentrus difficilis Hebard, 1927
- Triencentrus fratellus Brunner von Wattenwyl, 1895
- Triencentrus intermedius Beier, 1960
- Triencentrus magdalenae Hebard, 1927
- Triencentrus mexicanus Beier, 1962
- Triencentrus muticus Beier, 1962
- Triencentrus nigrospinosus Brunner von Wattenwyl, 1895
- Triencentrus spinicornis Caudell, 1918
- Triencentrus vetus Piza, 1978